# マツムシソウ科
マツムシソウ科（DipsaceaeまたはDipsacaceae）は、被子植物の科である。一部木本もあるがほとんどが一年草または多年草である。葉は、単葉のものと羽状複葉のものがある。

## 形態
花は一見キク科に似た頭状花序であるが、キク科の場合、その外側に萼のような総苞があるのに対して、マツムシソウ科のものは一般にはこれを持たない。また、雄蘂が互いに融合しないのもキク科との違いである。
花序の中にも鱗片状またはとげ状の苞葉のあるものがある。オニナベナ（チーゼル、ラシャカキグサ）はこれを利用して、古くから織物の起毛用に使われ、現在でもカシミアなどの柔らかい風合いを出すために使われる。
ユーラシアとアフリカ北部の亜熱帯から温帯にかけて、9属250種あまりが分布し、日本にもマツムシソウ、ナベナなどが自生する。
- ナベナ属 Dipsacus：ナベナ
- マツムシソウ属 Scabiosa：マツムシソウ

## 利用
花の美しいものもかなりあり、とくにセイヨウマツムシソウ（スカビオサ）はタネが市販されているが、やや栽培しにくい。

## 外部リンク

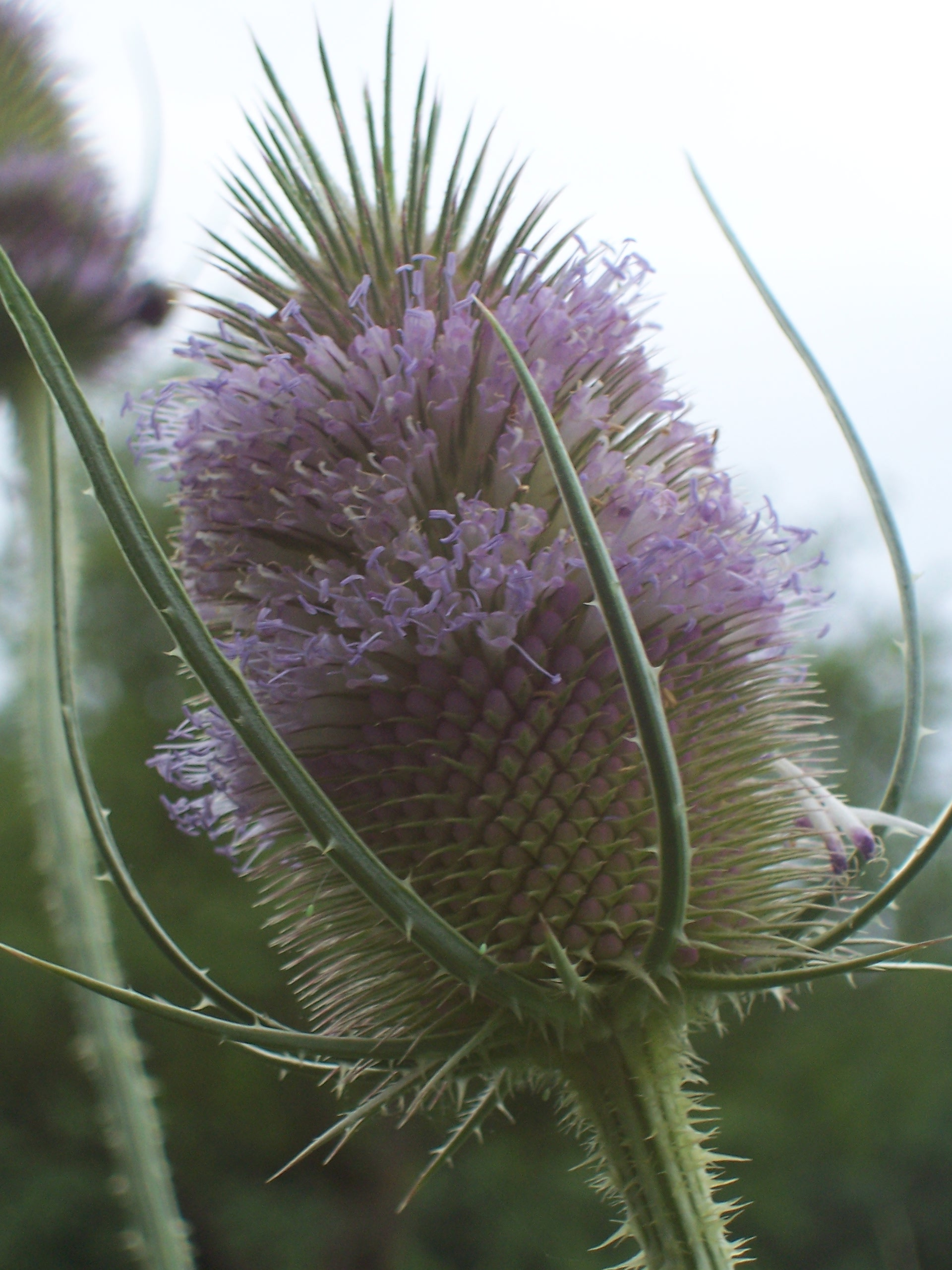
オニナベナ